# Петрищеве (Україна)
Петрище́ве — село в Україні, у Зміївській міській громаді Чугуївського району Харківської області. Населення становить 38 осіб. До 2020 орган місцевого самоврядування — Борівська сільська рада.

## Географія
Село Петрищеве знаходиться на правому березі річки Уда, вище за течією примикає село Гусина Поляна, нижче за течією примикає село Борова, на протилежному березі — селище Васищеве. Русло річки заболочено, на ньому багато лиманів і озер. Біля села невеликі лісові масиви (сосна).

## Історія
1735 — дата заснування.
12 червня 2020 року, відповідно до Розпорядження Кабінету Міністрів України  № 725-р «Про визначення адміністративних центрів та затвердження територій територіальних громад Харківської області», увійшло до складу Зміївської міської громади.
19 липня 2020 року, в результаті адміністративно-територіальної реформи та ліквідації Зміївського району, село увійшло до складу Чугуївського району Харківської області.

## Населення

### Мова
Розподіл населення за рідною мовою за даними перепису 2001 року:
| Мова       | Кількість | Відсоток |
| ---------- | --------- | -------- |
| російська  | 25        | 65.79%   |
| українська | 13        | 34.21%   |
| Усього     | 38        | 100%     |

## Економіка
- Молочно-товарна ферма.